# علی‌اکبر وحدتی
علی‌اکبر وحدتی (زاده فروردین ۱۳۵۷ جاجرم درق) پژوهشگر و باستان‌شناس دانشور ایرانی است. او مدارک کارشناسی و کارشناسی ارشد باستان‌شناسی را از دانشگاه تهران اخذ نموده و در مقطع دکترای باستان‌شناسی در دانشگاه پاریس تحصیل نموده‌است. از کشفیات او، نشانه‌هایی از ارتباط فرهنگی خراسان ایران و آسیای میانه‌ است.

## سوابق میدانی
او علاوه بر سرپرستی پروژه‌های میدانی زیر، در پروژه‌های دیگری نیز با عنوانی غیر از سرپرست فعالیت داشته‌است.
- سرپرست هیأت گمانهزنی باستانشناسی در شهر بلقیس اسفراین، اسفراین(خراسان شمالی)، فصل اول(اردیبهشت-خرداد ۱۳۸۶)-فصل دوم (تابستان ۱۳۸۸).
- سرپرست هیأت مشترک ایران و فرانسه در گمانهزنی تپه دامغانی سبزوار، اردیبهشت-خرداد ۱۳۸۷.
- سرپرست بررسی باستان‌شناسی در شهرستان اسفراین، خراسان شمالی، پاییز ۱۳۸۷.

## آثار
او علاوه بر تألیف کتب زیر، ده‌ها مقاله و سخنرانی در ژورنال‌های ایرانی و خارجی و چندین ترجمه از آثار خارجی منتشر نموده‌است.
- اعتبار باستانشناختی آریا و پارس، با همکاری محمد تقی عطایی، نشر شیرازه، تهران: ۱۳۸۲
- بوم‌های سنگی: گزارش بررسی دو مجموعه هنر صخرهای در شمال خراسان (جربت و نرگسلوی علیا)، اداره کل میراث فرهنگی، صنایع دستی و گردشگری خراسان شمالی، بجنورد، ۱۳۸۹.
- پژوهشهای باستان شناختی در شهر بلقیس(اسفراین کهن)، اداره کل میراث فرهنگی، صنایع دستی و گردشگری خراسان شمالی، بجنورد، ۱۳۸۹.